# Yamato (1941)
El Yamato (大和?) fue un acorazado de la Armada Imperial Japonesa durante la Segunda Guerra Mundial. Era líder de la clase Yamato y junto con su buque gemelo, el Musashi, fue el acorazado más pesado y fuertemente armado jamás construido gracias a su desplazamiento de 72 800 toneladas a plena carga y sus nueve cañones de 460 mm.
Nombrado en honor de la antigua provincia japonesa de Yamato, el barco fue puesto en grada el 4 de noviembre de 1937 y entregado formalmente una semana después del ataque japonés a Pearl Harbor en 1941. El Yamato fue diseñado para hacer frente a un buque de similares características artilleras o varias unidades menores de la Armada de los Estados Unidos, el principal rival marítimo del Imperio del Japón en el Pacífico. Sin embargo, paradójicamente el ataque a Pearl Harbor sepultó para siempre el concepto de la supremacía del acorazado.
A lo largo de 1942 actuó como buque insignia de la Flota Combinada japonesa, y en junio de 1942 el almirante Isoroku Yamamoto dirigió desde su puente la desastrosa, para Japón, batalla de Midway. El Musashi lo sustituyó como buque insignia de la Flota Combinada a inicios de 1943, y el Yamato empleó el resto de ese año y gran parte de 1944 desplazándose entre las islas Truk y el puerto de Kure en respuesta a las amenazas estadounidenses. A pesar de estar presente en la batalla del mar de Filipinas, el Yamato no participó en la misma, y la única ocasión en que disparó sus armas principales a objetivos de superficie enemigos fue en octubre de 1944, cuando lo enviaron a atacar a las fuerzas estadounidenses que invadieron las islas Filipinas durante la batalla del golfo de Leyte. A punto de conseguir la victoria, las fuerzas japonesas se retiraron creyendo que se estaban enfrentando a una flota de transporte estadounidense completa en lugar de a un pequeño grupo de escolta, que era lo único que se interponía entre el Yamato y los vulnerables transportes de tropas. En esa batalla el Yamato hundió el único buque enemigo de toda su carrera, el portaaviones de escolta USS Gambier Bay.
Durante 1944 la balanza del poder naval en el Pacífico se inclinó en contra de Japón, y a principios de 1945 la flota nipona debió permanecer en puerto por la crítica escasez de combustible. En abril de este último año, en un desesperado intento para frenar el avance aliado, el Yamato fue enviado a la isla de Okinawa con la misión de intentar protegerla de la invasión y combatir hasta el final. Sin embargo, submarinos y portaaviones de la armada estadounidense descubrieron su grupo de combate al sur de Kyushu, y el 7 de abril de 1945 fue atacado y hundido por aviones bombarderos y torpederos de un portaaviones de los EE. UU., lo que provocó la muerte de la mayor parte de su tripulación.
Décadas después de la guerra el acorazado Yamato ha sido recordado en Japón con monumentos, un museo, réplicas, series animadas y películas, muestra de su extraordinaria importancia en la cultura del país del sol naciente.

## Diseño y construcción
En los años 1930 el Gobierno japonés adoptó una política ultranacionalista con la finalidad de expandir considerablemente el territorio del Imperio del Japón. El país se retiró de la Sociedad de Naciones en 1934, renunciando a las obligaciones de su tratado. Tras retirarse también del Tratado Naval de Washington, que limitaba el tamaño y potencia de los buques capitales, la Armada Imperial Japonesa comenzó el diseño de la nueva clase Yamato de acorazados pesados. El diseño de la clase no finalizó hasta 1937.

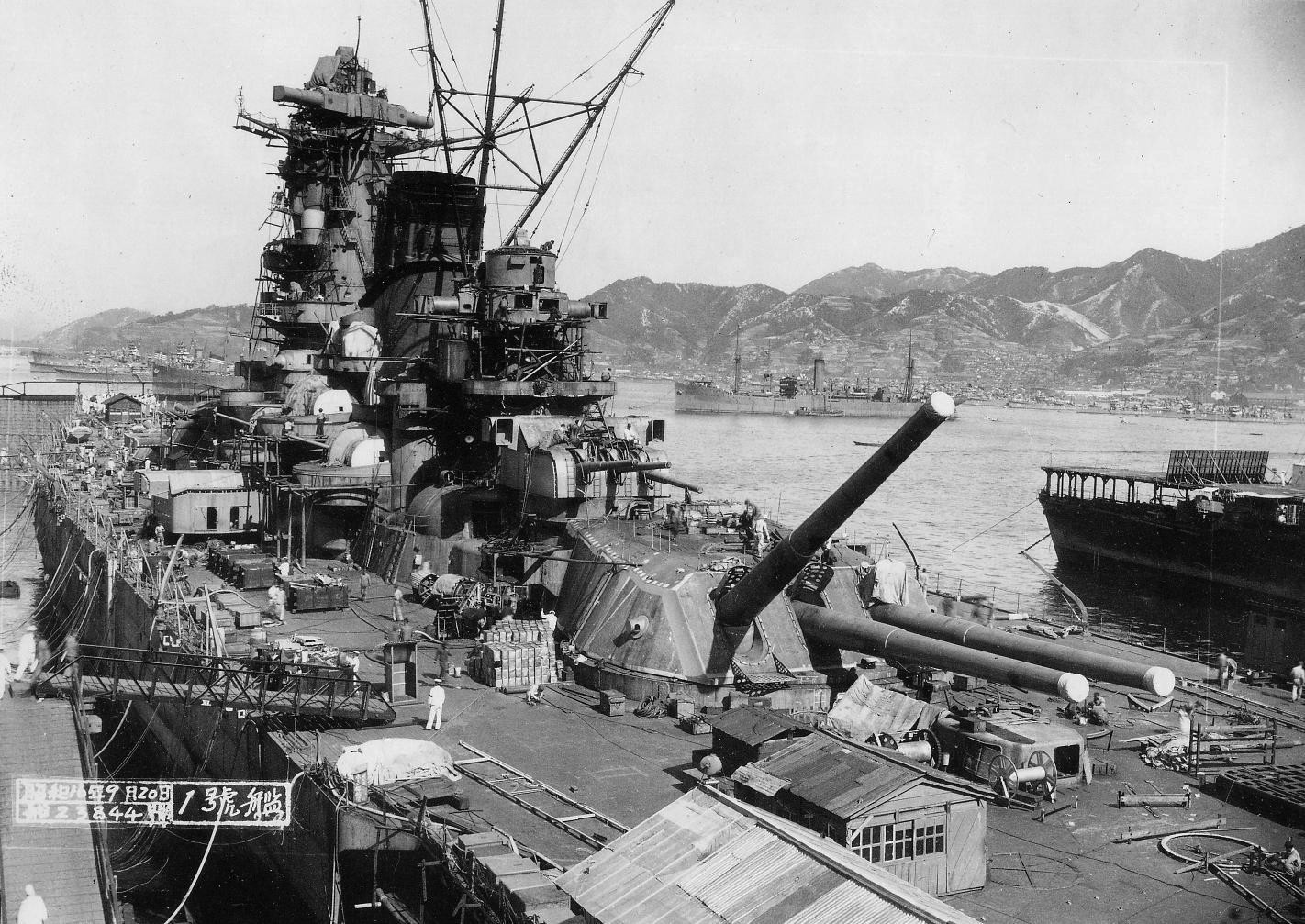
El Yamato en el dique seco hacia el final de su proceso de acondicionamiento, el 20 de septiembre de 1941.

Cuando los acorazados se pusieron finalmente en grada, Japón hizo un gran esfuerzo para asegurarse de que su construcción se realizase en total secreto y así prevenir que los oficiales de la inteligencia estadounidense supieran de su existencia y especificaciones. Como parte del secreto, los japoneses se referían a su armamento como cañones de 406 mm, y no fue hasta el fin de la guerra cuando se supo el verdadero desplazamiento y calibre de las armas de esta clase de acorazados, de la que el Yamato fue el líder. Sus planificadores reconocieron que Japón no podría competir con la producción de los astilleros de los Estados Unidos una vez estallara la guerra, por lo que diseñaron los buques de la clase Yamato para ser capaces de enfrentarse a numerosos tipos de buques enemigos al mismo tiempo.Los acorazados desplazaron cada uno 70 000 toneladas y se esperaba que su enorme potencia de fuego compensara la mayor capacidad de producción naval estadounidense.
La quilla del Yamato fue puesta en grada en el Arsenal Naval de Kure, Hiroshima, el 4 de noviembre de 1937, en un dique adaptado especialmente para dar cabida a su enorme casco. El dique se profundizó un metro y se instalaron grúas capaces de levantar 350 t. Temerosos de que los Estados Unidos supieran de las especificaciones del acorazado, los japoneses cubrieron con un pabellón una parte de la grada para ocultarlo. El Yamato fue botado el 8 de agosto de 1940, con el capitán —más tarde vicealmirante— Miyazato Shutoku al mando.

### Armamento
La batería principal del Yamato consistió en nueve cañones de 460 mm, el mayor calibre de artillería naval jamás montado en un buque de guerra, aunque sus proyectiles eran menos pesados que los de los cañones británicos de calibre similar de la Primera Guerra Mundial. Cada cañón tenía una longitud de 21,13 metros, pesaba 147,3 toneladas y era capaz de disparar obuses altamente explosivos o perforantes a una distancia de 42 km.Su batería secundaria comprendía doce cañones de 155 mm montados en cuatro torretas triples —una a proa, otra a popa y dos hacia el centro— y doce de 127 mm en seis montajes gemelos —tres en cada banda del acorazado—. Además, el Yamato portó veinticuatro cañones antiaéreos de 25 mm montados hacia el centro del barco. Cuando fue reacondicionado en 1944 y 1945 para combates en el Pacífico Sur, se modificó la configuración de su batería secundaria a seis cañones de 155 mm y veinticuatro de 127 mm, y se incrementó el número de los antiaéreos de 25 mm hasta los 162.

### Equipamiento de detección temprana
Al igual que su gemelo, el Yamato fue dotado de hidrófono en el bulbo de proa, y a fines de 1943 fue equipado con dos radares tipo 21-Go-aire (rango = 100 km) montados sobre los telémetros de cofa, cuatro detectores de ondas de radio/radar tipo E-27 (rango = 300 km), dos radares tipo 13-Go, aire-superficie, (rango=100 km) en el mástil trípode invertido y dos radares dobles tipo 22-Go de propósito general (rango= 35 km, conocidos como tubas) uno en cada banda del puente de mando.
Nota: La Marina Imperial japonesa no llegó a desarrollar el tiro artillero por señalamiento de objetivos dirigidos por radar, usaba el óptico; al contrario de la  Armada norteamericana que ya lo había implementado a fines de 1942.

## Historial de servicio

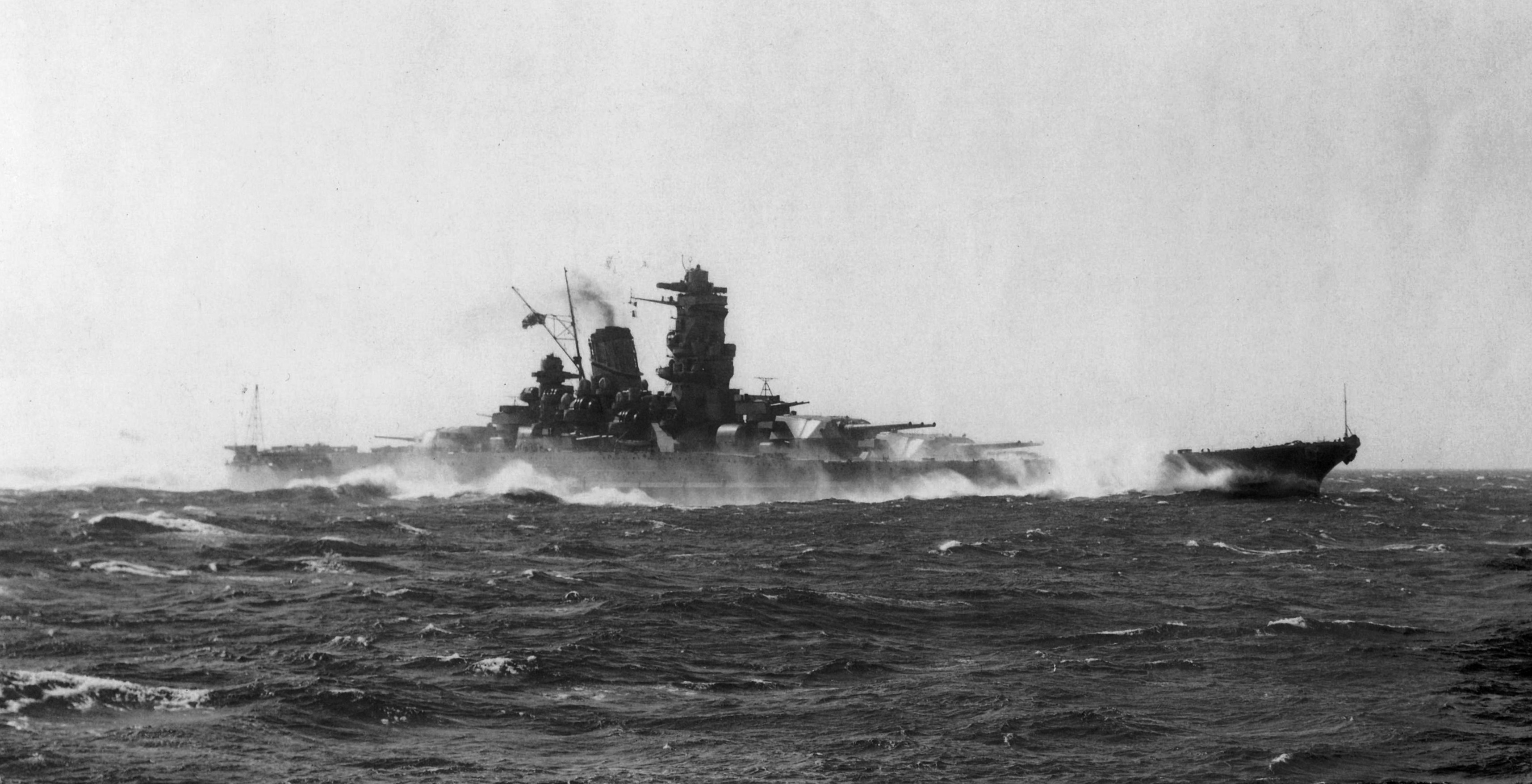
El Yamato realizando sus pruebas de mar en 1941.

En octubre o noviembre de 1941 el Yamato fue sometido a pruebas de mar. Una de esas pruebas fue la milla corrida, cuyo resultado fue una velocidad máxima hasta los 27,4 nudos (50,7 km/h). La prueba de gobierno con timón principal en línea de crujía arrojó que el timón auxiliar era muy poco efectivo para los giros sin uso de motores. Con la amenaza de la guerra cada vez más cercana, el gobierno de Japón dio prioridad a la aceleración de su rearme. El 16 de diciembre, meses antes de lo previsto, el acorazado entró en servicio en Kure. La ceremonia de la botadura fue más austera de lo habitual, porque los japoneses continuaban ocultando las características de su acorazado. El mismo día, bajo mando del capitán Gihachi Takayanagi, se unió a los acorazados Nagato y Mutsu en la 1.ª División de Acorazados.

### Operaciones iniciales
El 12 de febrero de 1942 el Yamato pasó a ser buque insignia de la Flota Combinada del almirante Isoroku Yamamoto. El almirante japonés estaba planeando una batalla decisiva contra la Armada de los Estados Unidos en las islas Midway, por lo que tras participar en una simulación de guerra el Yamato partió de la bahía Hiroshima el 27 de mayo para operar con el principal grupo de acorazados de Yamamoto. Los criptógrafos estadounidenses estaban al tanto de las intenciones de Yamamoto y la batalla de Midway fue desastrosa para la fuerza de portaaviones de Japón, con cuatro portaaviones hundidos y 332 aviones destruidos. Yamamoto ejerció el comando general desde el puente del Yamato, pero su plan de batalla había dispersado ampliamente sus fuerzas para atraer a los estadounidenses a una trampa y el grupo de acorazados estaba demasiado lejos para tomar parte en el combate. El 5 de junio Yamamoto ordenó a los buques restantes volver a Japón, por lo que el Yamato se retiró a Hashirajima junto a la principal fuerza de acorazados antes de emprender el retorno a Kure.
El Yamato partió de Kure para Truk el 17 de agosto de 1942.Tras once días de navegación, fue avistado por el submarino estadounidense USS Flying Fish, que le disparó cuatro torpedos. Ninguno le impactó y el acorazado pudo llegar a Truk indemne ese mismo día.Allí permaneció durante toda la Campaña de Guadalcanal debido a la falta de munición de 460 mm adecuada para el bombardeo de costa, los mares sin cartografiar alrededor de Guadalcanal y su alto consumo de combustible. Antes de fin de año el capitán Chiaki Matsuda fue asignado al mando del Yamato.

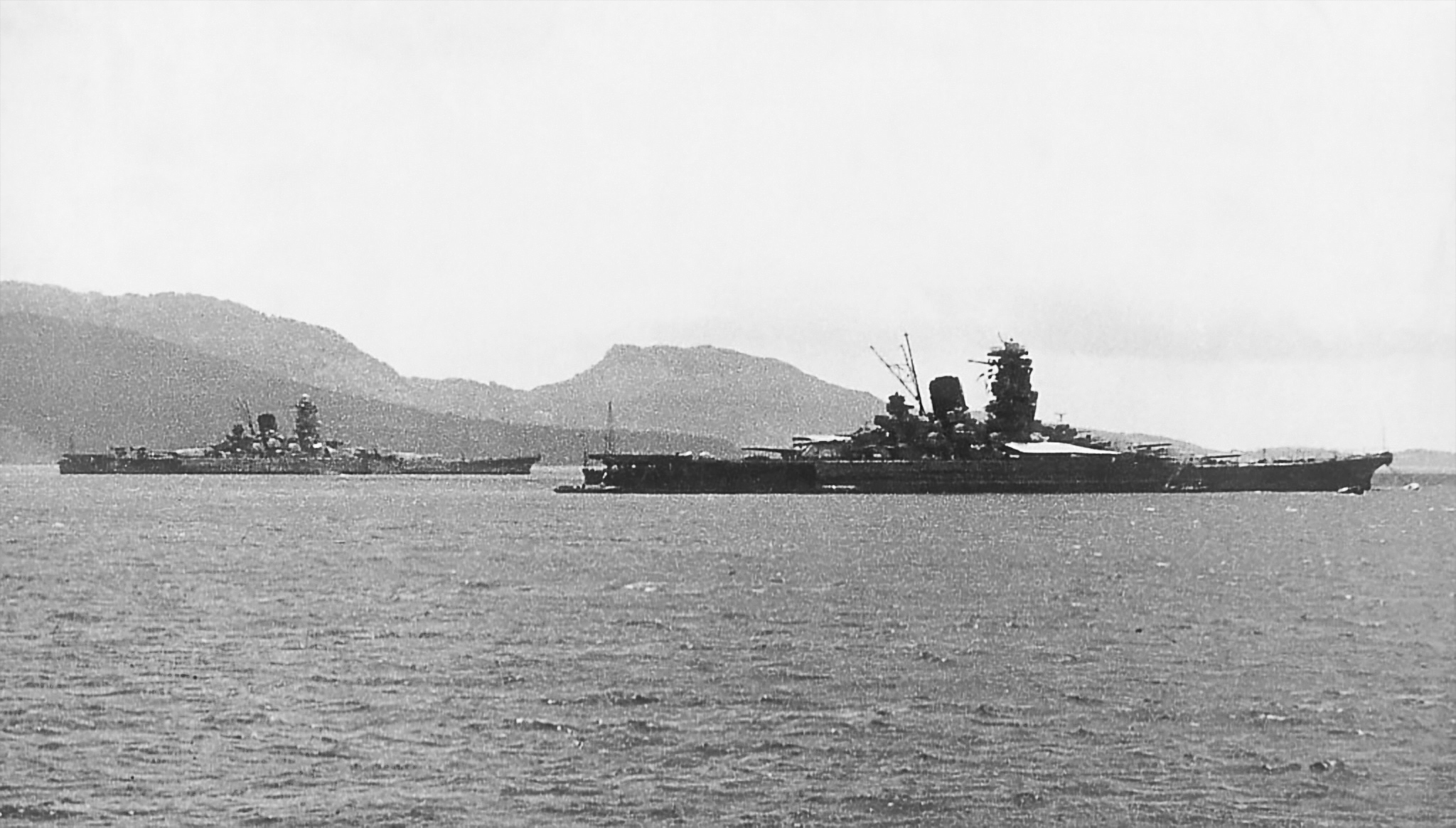
El Yamato y su gemelo Musashi anclados en aguas de las islas Truk en 1943.

El 11 de febrero de 1943 el Yamato fue reemplazado por su buque gemelo Musashi como buque insignia de la Flota Combinada. El acorazado pasó un solo día fuera de Truk desde su llegada en agosto de 1942 hasta su partida el 8 de mayo de 1943, motivo por el que fue bautizado «Hotel Yamato» por las tripulaciones de los cruceros y destructores estacionados en el Pacífico Sur. Ese día puso rumbo a Yokosuka y de allí a Kure, a donde llegó el día 14. Estuvo nueve días en dique seco para inspección y reparaciones generales, y después de navegar al oeste del mar interior de Seto fue puesto de nuevo en dique seco a finales de julio para importantes acondicionamientos y actualizaciones. Entre estas se incluyeron mejoras en el blindaje de sus torretas secundarias y en los controles del timón, así como la retirada de sus torretas voladas de 155 mm en favor de una mayor protección antiaérea en forma de cañones de 25 mm y dos sistemas de radares de búsqueda de superficie. El 16 de agosto el Yamato comenzó su retorno a Truk, donde se unió a una gran fuerza especial formada en respuesta a las incursiones estadounidenses en los atolones de Tarawa y Makin. Partió a fines de septiembre junto con el Nagato, tres portaaviones y otros buques de guerra para interceptar la Fuerza Especial 15 de los EE. UU., y de nuevo un mes después junto con seis acorazados, tres portaaviones y once cruceros. La inteligencia había informado que la Base Naval de los Estados Unidos en Pearl Harbor estaba casi vacía de barcos, noticia que llevó a los japoneses a interpretar que una fuerza naval estadounidense podría atacar en la isla Wake. Sin embargo, no hubo contacto de radar en seis días y la flota retornó a Truk, a donde llegó el 26 de octubre.
El Yamato escoltó la Operación de Transporte BO-1 desde Truk a Yokosuka entre los días 12 y 17 de diciembre. Posteriormente, gracias a su gran capacidad de almacenamiento y su grueso blindaje de protección, el Yamato y el Musashi fueron empleados como barcos de transporte. El 25 de diciembre, mientras transportaban tropas y equipamiento necesarios para reforzar las guarniciones en las islas Kavieng y del Almirantazgo de Yokosuka a Truk, el Yamato y su grupo fueron interceptados por el submarino estadounidense Skate a unos 290 km en mar abierto. El Skate disparó una salva de cuatro torpedos al Yamato y uno le hizo impacto a estribor cerca de la popa, cinco metros por debajo de la parte superior de su bulgue antitorpedos, abriendo un agujero de 25 metros de ancho en su casco y destrozando la unión entre los cinturones acorazados superior e inferior, lo que provocó que el almacén superior de la torreta trasera se inundara. El Yamato embarcó 3000 t de agua, pero llegó a Truk ese mismo día. El barco de reparación Akashi efectuó reparaciones temporales en el acorazado, y este pudo partir el 10 de enero hacia Kure.

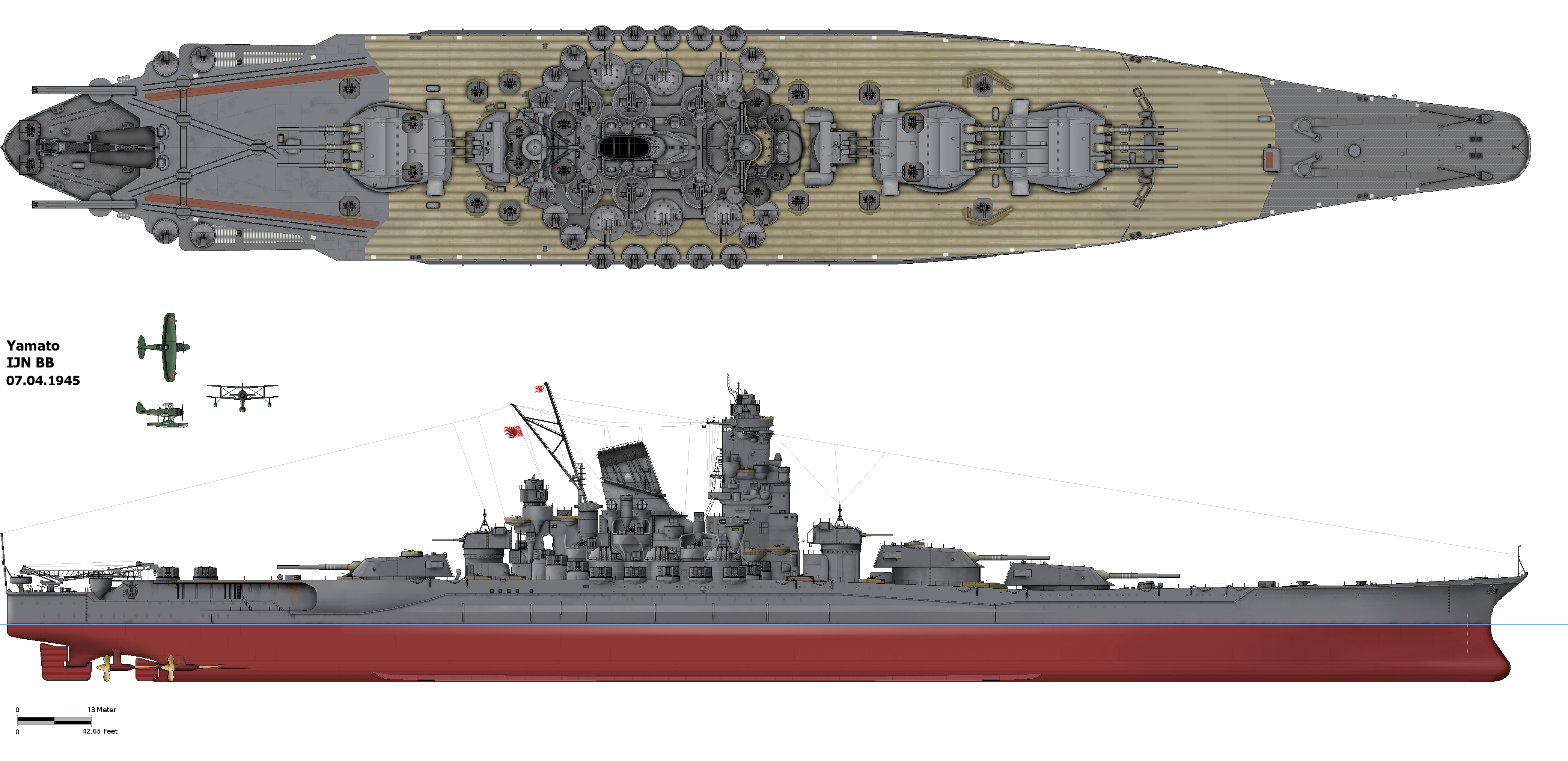
Ilustración del Yamato con su aspecto en 1945.

El 16 de enero de 1944 el Yamato arribó a Kure para reparaciones y permaneció en dique seco hasta el 3 de febrero. En este tiempo le fue instalado un blindaje con una inclinación de 45° en el área dañada por el torpedo, y se propuso usar 5000 t de acero para reforzar el blindaje anti torpedos del acorazado y prevenir inundaciones fuera de la ciudadela blindada, pero esto fue rechazado porque el peso adicional habría incrementado enormemente el desplazamiento del Yamato y su calado. Mientras el acorazado estaba en dique seco el capitán Nobuei Morishita asumió su mando. El 25 de febrero, tanto el Yamato como el Musashi fueron reasignados a la 1.ª División de Acorazados de la Segunda Flota. El acorazado volvería a entrar en dique seco para nuevas actualizaciones en todos sus radares y sistemas antiaéreos desde el 25 de febrero al 18 de marzo de 1944. Le añadieron seis cañones gemelos de 127 mm en el lugar de las torretas voladas originales de 155 mm, así como 36 cañones de 25 mm en montajes triples, incrementando el número de cañones de 127 y 25 mm a 24 y 162, respectivamente. Su equipo de radar también fue actualizado para incluir sistemas de identificación infrarroja, búsqueda antiaérea y radares de control de tiro. Dejó el dique seco el 18 de marzo y pasó por varias pruebas a partir del 11 de abril. El Yamato partió de Kure el 21 de abril y embarcó soldados y material al día siguiente en Okinoshima para una misión en Manila, a donde llegó el 28. A continuación navegó a Malasia para unirse a la Flota Móvil del almirante Jisaburo Ozawa en Lingga, fuerza que llegó a Tawi-Tawi el 14 de mayo.

### Batalla del mar de Filipinas
A principios de junio el Yamato y el Musashi fueron de nuevo requeridos como transportes de tropas, en esa ocasión para reforzar las guarniciones y defensas navales de la isla Biak como parte de la Operación Kon. La misión fue cancelada cuando al cuartel general de Ozawa llegó la noticia del ataque de portaaviones estadounidenses a las islas Marianas. La Armada Imperial Japonesa reorganizó sus unidades concentrando la mayor parte de las fuerzas de combate que le restaban con la esperanza de lograr un éxito decisivo contra los estadounidenses, pero en ese momento la marina japonesa era inferior en número y experiencia a la Flota del Pacífico de los Estados Unidos. Desde el 19 al 23 de junio de 1944 el Yamato escoltó fuerzas de la Flota Móvil de Ozawa durante la batalla del Mar de Filipinas, combate bautizado por los pilotos estadounidenses como «La gran cacería de pavos de las Marianas». Los japoneses perdieron tres portaaviones y 426 aeronaves, mientras que la única contribución por lo demás insignificante del Yamato fue disparar por error a los aviones japoneses que regresaban.
Tras la batalla el Yamato emprendió la retirada en el seno de la Flota Móvil hacia el fondeadero de Hashirajima, cerca de Kure, para repostar y rearmarse. Dejó esta flota junto con el Musashi el 24 de junio para un corto viaje a Kure, donde fue equipado con otros cinco montajes antiaéreos de 25 mm. En esta ocasión se pusieron en marcha los «procedimientos de mantenimiento de la flotación de emergencia», que dieron como resultado la eliminación de casi todos los elementos inflamables del acorazado, incluyendo linóleo, ropa de cama y colchones. En lugar de estos últimos, los hombres tendrían que dormir en adelante sobre planchas que podrían ser usadas para reparar daños en caso necesario. Las pinturas inflamables recibieron una nueva capa de silicona, y se instalaron bombas portátiles y aparatos de lucha contra incendios adicionales. El 8 de julio el Yamato dejó Japón en dirección sur acompañado de los acorazados Musashi, Kongo y Nagato y once cruceros y destructores. El Yamato y el Musashi pusieron proa a las islas Lingga, que alcanzaron entre el 16 y el 17 de julio. Para entonces la flota de petroleros de Japón había sido considerablemente reducida por los ataques de los submarinos estadounidenses, por lo que la mayoría de las unidades importantes de la flota nipona se encontraba en las Indias Orientales, cerca de la fuente de suministro de combustible. Los acorazados permanecieron en las islas los siguientes tres meses.

### Batalla del golfo de Leyte

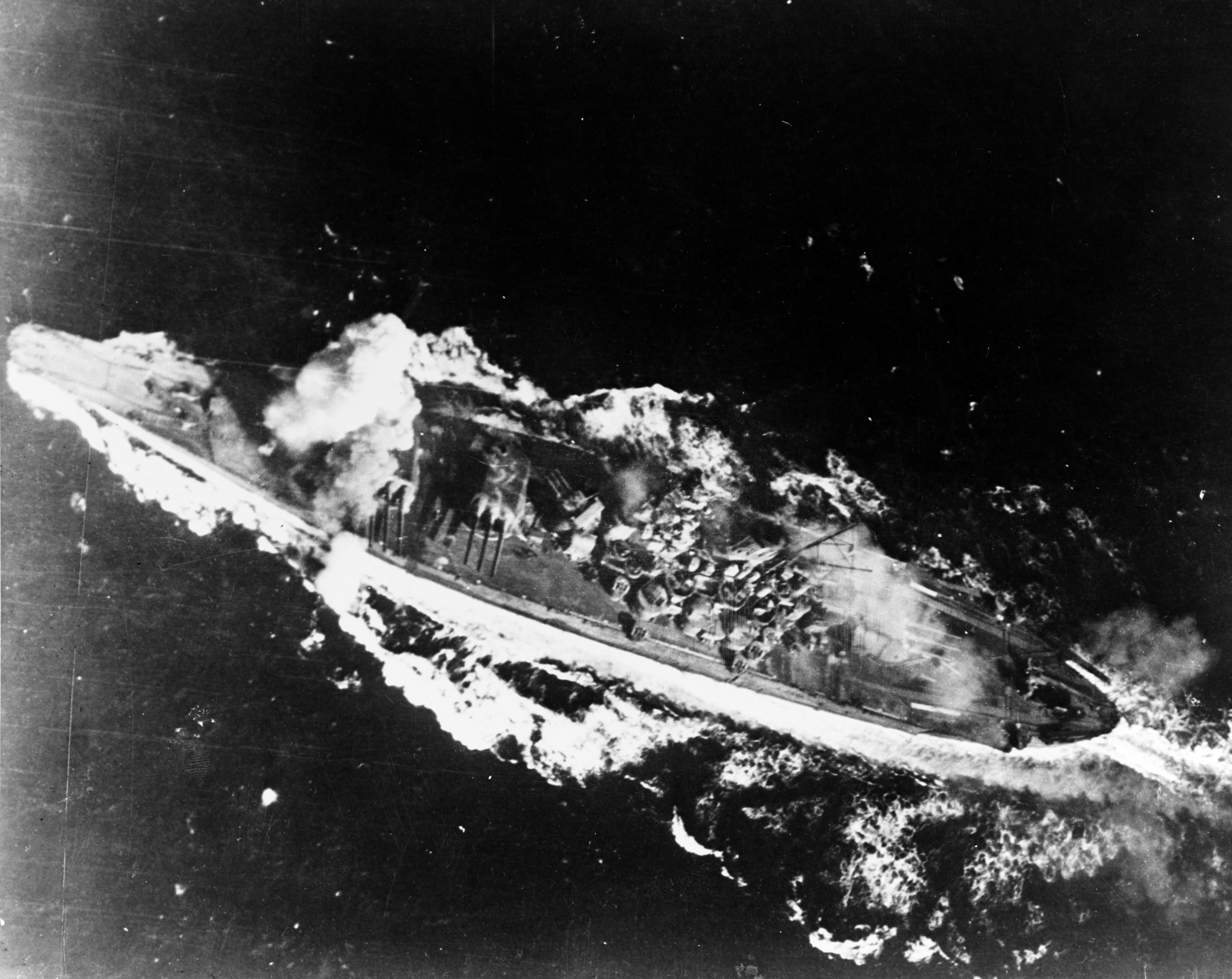
El Yamato durante la batalla del Golfo de Leyte, el 24 de octubre de 1944. En la fotografía se capta el momento en que recibe el impacto de una bomba cerca de su proa.

Entre el 22 y el 25 de octubre de 1944, como parte de la Fuerza Central del almirante Takeo Kurita —también conocida como Fuerza A o Primera Fuerza de Ataque—, el Yamato tomó parte en uno de los mayores combates navales de la Historia, la batalla del Golfo de Leyte. En respuesta a la invasión estadounidense de las Filipinas, con la Operación Shō-Gō los japoneses intentaron hacer converger en la isla de Leyte numerosos grupos de combate, donde estaban desembarcando tropas estadounidenses. El 18 de octubre el Yamato recibió una capa de camuflaje negro, cuyo principal ingrediente era el hollín de sus chimeneas, en preparación de su paso nocturno por el estrecho de San Bernardino. Estando en ruta hacia Leyte la fuerza fue atacada en el estrecho de Palawan el 23 de octubre por los submarinos USS Darter y Dace, que hundieron dos cruceros pesados clase Takao, incluyendo el buque insignia de Kurita, el Atago, y dañaron un tercero. Kurita sobrevivió a la pérdida de su buque y transfirió su bandera al Yamato.

#### Batalla del mar de Sibuyan
Al día siguiente, en la Batalla del Mar de Sibuyan, resultó dañada gravemente la Fuerza Central con la pérdida de otros tres cruceros pesados, hecho que redujo de forma importante las defensas antiaéreas de la flota. A lo largo de ese día las aeronaves de los portaaviones estadounidenses despegaron un total de 259 veces. Aviones del USS Essex hicieron blanco en el Yamato con dos bombas perforantes y consiguieron un impacto cercano que provocó daños moderados en el acorazado y el embarque de más de 3000 t de agua. El Musashi fue hundido después de afrontar un devastador ataque aéreo en el que recibió impactos de diecisiete torpedos y diecinueve bombas.

#### Batalla de Samar
Aunque el almirante japonés lo ignoraba, la principal fuerza defensiva estadounidense del almirante William F. Halsey salió de Leyte en la noche del 24 de octubre. Convencido de que la Fuerza Central de Kurita había dado la vuelta, Halsey dirigió su poderosa 3.ª Flota en persecución de la Fuerza del Norte japonesa al mando de Osawa, un grupo trampa compuesto por un portaaviones de la flota, el Zuikaku, tres portaaviones ligeros, dos híbridos acorazado-portaaviones clase Ise y sus escoltas. El engaño fue un éxito, pues provocó el alejamiento de cinco portaaviones y otros tantos portaaviones ligeros que portaban más de 600 aeronaves, seis acorazados rápidos, ocho cruceros y unos cuarenta destructores. Durante la noche la fuerza de Kurita navegó por el estrecho de San Bernardino y poco después del amanecer, en la batalla de Samar, atacó a una formación estadounidense que había permanecido en la zona para proporcionar apoyo cercano a las tropas invasoras. Este pequeño grupo, conocido como «Taffy 3», comprendía seis portaaviones de escolta, tres destructores grandes y cuatro destructores de escolta.

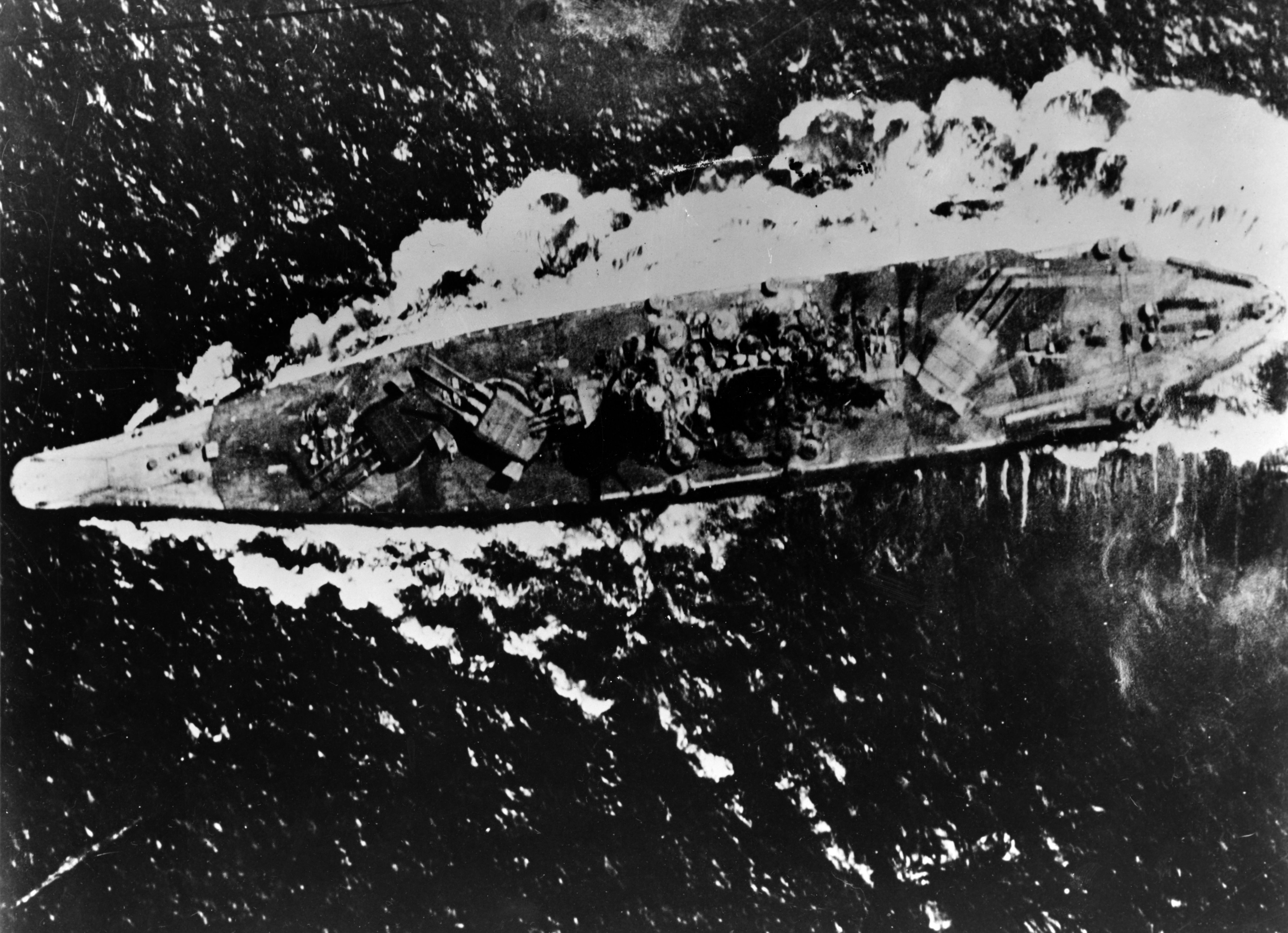
Vista de la cubierta del Yamato en una fotografía tomada desde un avión estadounidense el 24 de octubre de 1944.

En los lances iniciales de la batalla, el Yamato atacó fuerzas de superficie enemigas por primera y última vez en su carrera, haciendo blanco en varios barcos estadounidenses. Después de que hiciera varios impactos con sus baterías principales en el portaaviones de escolta USS Gambier Bay, fueron avistados varios torpedos en dirección al acorazado que lo obligaron a alejarse del combate para evitarlos y le impidieron reincorporarse al mismo. A pesar de contar solo con torpedos y cañones de 127 mm y estar bajo fuego de cañones de gran calibre, los barcos ligeros de superficie estadounidenses, apoyados por aviones F4F Wildcat y TBF Avenger de los portaaviones de escolta de la Taffy 3, atacaron tan ferozmente que Kurita creyó estar enfrentando con sus barcos toda una fuerza de portaaviones estadounidenses. Fue informado por error que estaba encarando a seis portaaviones de la flota, tres cruceros y dos destructores, por lo que Kurita ordenó a sus barcos retirarse del combate. El Yamato dejó la batalla sin recibir daños serios, pues solo habían caído tres bombas cerca de su posición y había sufrido diecisiete bajas por fuego de ametralladora durante la retirada. Los japoneses perdieron tres cruceros pesados más y un crucero ligero, pero a cambio hundieron dos portaaviones de escolta estadounidenses, dos destructores y un destructor de escolta.
Tras el combate el Yamato y lo que quedaba de la fuerza de Kurita volvieron a Brunéi. El 15 de noviembre de 1944 la 1.ª División de Acorazados fue disuelta y el Yamato fue designado buque insignia de la Segunda Flota. El 21 de noviembre, mientras navegaba por el mar de China Oriental en retirada hacia la base naval de Kure, el grupo de batalla del Yamato fue atacado por el submarino USS Sealion, que consiguió hundir el acorazado Kongo y el destructor Urakaze. El Yamato fue inmediatamente puesto en dique seco para reparaciones y actualizaciones de armas antiaéreas tras su llegada a Kure. El 25 de noviembre el capitán Kōsaku Aruga fue nombrado comandante del Yamato.

### OperaciónTen-Gō

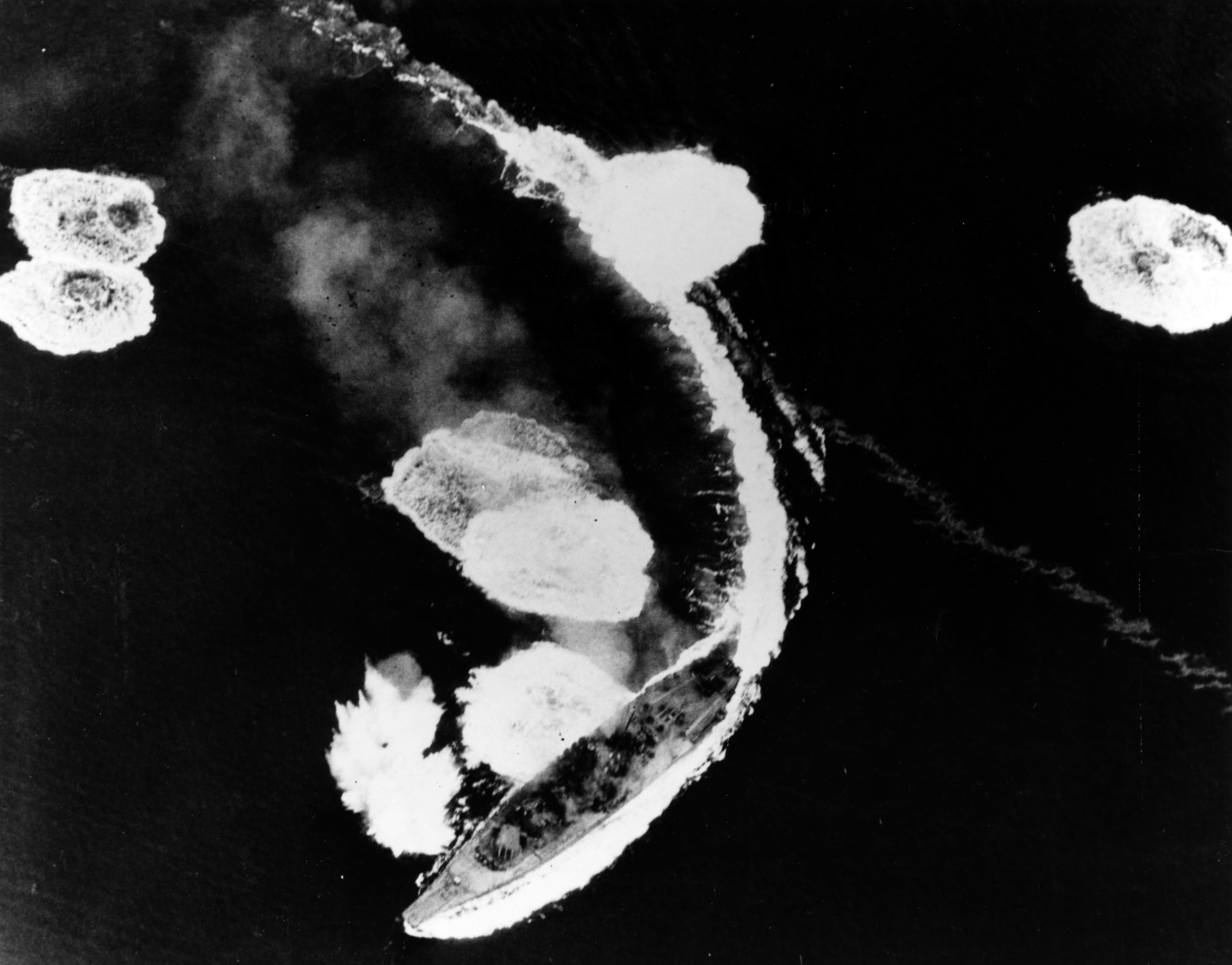
El Yamato bajo ataque en el Mar interior en las afueras de Kure el 19 de marzo de 1945.

El 1 de enero de 1945 el Yamato, el Haruna y el Nagato fueron transferidos a la nuevamente reactivada 1.ª División de Acorazados. El Yamato salió del dique seco dos días después en dirección al Mar Interior de Seto. Esta reasignación fue breve, pues esta división de acorazados fue cancelada otra vez el 10 de febrero y el Yamato fue enviado a la 1.ª División de Portaaviones. El 19 de marzo aeronaves estadounidenses procedentes de los portaaviones Enterprise, Yorktown e Intrepid atacaron Kure, y a pesar de que dañaron 16 buques de guerra, el Yamato solo recibió daños menores por impactos cercanos y por una bomba que le cayó en el puente. La intervención de un escuadrón de cazas Kawanishi N1K pilotado por veteranos instructores de vuelo impidió que esta incursión Aliada hiciera más daño a la base y las naves allí fondeadas, y el Yamato se benefició de ella maniobrando lentamente en el canal Nasami.
Como paso final antes de su planeada invasión del archipiélago japonés, las fuerzas Aliadas invadieron Okinawa el 1 de abril. La respuesta de la Armada Imperial Japonesa fue organizar la llamada Operación Ten-Gō, que implicaría la intervención de la mayoría de las fuerzas navales de superficie que le restaban a Japón. El Yamato y su escolta, compuesta por el crucero Yahagi y ocho destructores, deberían navegar a isla de Okinawa y, en concierto con unidades kamikaze y del ejército allí basadas, atacar a las fuerzas de los aliados desplegadas en y alrededor de Okinawa. El Yamato debería después encallar en una playa para convertirse en un emplazamiento artillero imposible de hundir y continuar la lucha hasta su total destrucción. En preparación para esta misión, el Yamato había embarcado toda la munición que era posible el 29 de marzo. De acuerdo con el plan japonés, los barcos debían contener el combustible suficiente para el viaje hasta Okinawa, pero fueron dotados hasta el 60 % de su capacidad por petición de los comandantes de la base local. La designada «Fuerza Especial de Ataque de Superficie» partió de Tokuyama a las 15:20 del 6 de abril.
Por desgracia para los japoneses, las fuerzas aliadas habían interceptado y descifrado sus transmisiones de radio, y conocían los pormenores de la Operación Ten-Gō. Sobre las 20:00 les llegó otra confirmación de las intenciones de los nipones, cuando la Fuerza Especial de Ataque de Superficie, que navegaba por el estrecho de Bungo Suidō, fue avistada por los submarinos estadounidenses Threadfin y Hackleback, que dieron noticia de la localización del Yamato a la principal fuerza de portaaviones estadounidense, que sin embargo no podía atacar debido a la velocidad de las naves japonesas, que era de 22 nudos (41 km/h), y su zigzagueo extremo.
Las fuerzas Aliadas alrededor de Okinawa comenzaron a preparase para un asalto. El almirante Raymond Spruance ordenó a seis acorazados, que participaban en el bombardeo de costa, prepararse para una acción de superficie contra el Yamato. Estas órdenes fueron revocadas en favor de un ataque de los portaaviones del almirante Marc A. Mitscher, pero los acorazados, junto con siete cruceros y veintiún destructores, fueron enviados a interceptar la fuerza japonesa antes de que pudiera llegar a los vulnerables transportes de tropas y vehículos de desembarco.

#### Batalla final

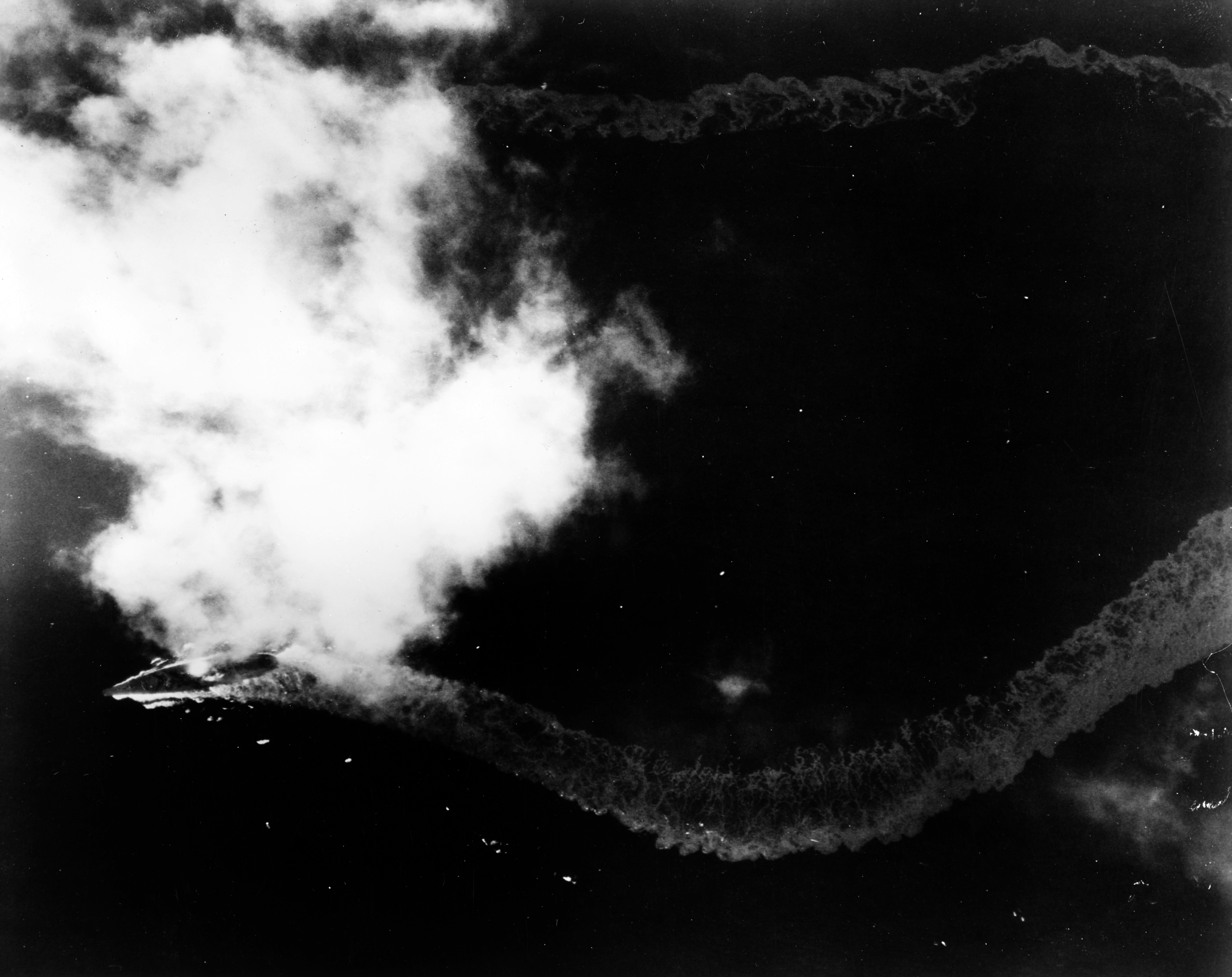
El Yamato dibuja una estela en zigzag mientras da golpes de timón intentando dificultar el acierto de las bombas y los torpedos que dejan caer las aeronaves durante la Operación Ten-Gō.

En la madrugada del 7 de abril la tripulación del Yamato ya se encontraba en sus puestos de combate y lista para acciones antiaéreas. La primera aeronave aliada contactó con la Fuerza Especial de Ataque de Superficie a las 08:23 y poco después llegaron dos hidroaviones. En las siguientes cinco horas el Yamato disparó proyectiles Beehive —3 Shiki tsûjôdan— a los aviones aliados, pero no pudo evitar que lo siguieran. El Yamato obtuvo su primer contacto de radar con un avión a las 10:00 y una hora después cazas estadounidenses F6F Hellcat llegaron para hacer frente a cualquier aeronave nipona que apareciera, pero ninguna lo hizo. Sobre las 12:30, 280 aviones bombarderos y torpederos llegaron sobre la formación japonesa. El destructor Asashimo, que se había separado del grupo debido a problemas en sus turbinas, fue alcanzado y hundido por un destacamento de aeronaves procedentes del USS San Jacinto. 
La Fuerza Especial de Ataque de Superficie incrementó su velocidad hasta 24 nudos (44 km/h) y puso en marcha las medidas estándar de defensa antiaérea: los destructores comenzaron a rodear al Yamato. El primer avión se precipitó a atacarlo a las 12:37. El Yahagi dio media vuelta y aceleró hasta los 35 nudos (65 km/h) en un intento por arrastrar a algunos de los atacantes, y aunque la maniobra fue exitosa, el número de aeronaves que distrajo fue insignificante. El Yamato evitó recibir impactos durante cuatro minutos, hasta que a las 12:41 dos bombas destrozaron un par de sus baterías antiaéreas triples de 25 mm y abrieron un boquete en su cubierta. Entonces una tercera bomba destruyó la sala de radar y la batería de 127 mm a estribor de popa. A las 12:46 otras dos bombas alcanzaron a babor del acorazado, una justo delante de la torreta central de 155 mm de popa y otra a la derecha de la parte superior del cañón, que causaron grandes daños a la torreta y sus pañoles de munición, de los que solo un hombre salió con vida. A las 12:45 hizo impacto un único torpedo en la parte delantera a babor del Yamato, conmocionando todo el navío. Debido a que muchos de los supervivientes de este impacto fueron luego ametrallados o se hundieron con el acorazado, los detalles son inciertos, pero los historiadores Garzke y Dulin recogen que causó pocos daños. Poco después tres torpedos alcanzaron al acorazado. Dos impactos están confirmados —a babor cerca de la sala de máquinas y en la sala de calderas—, el tercero es disputado, pero Garzke y Dulin lo defienden como probable porque explicaría la inundación en la sala del timón auxiliar del Yamato. El ataque finalizó a las 12:47 dejando al acorazado con una escora de 5-6° a babor que quedó en solo 1° gracias a la contra inundación —la inundación deliberada de los compartimentos del lado contrario del buque—. Una sala de calderas fue deshabilitada, reduciendo ligeramente la velocidad del acorazado, y el ametrallamiento había incapacitado a muchos operadores de los cañones antiaéreos de 25 mm, lo que mermó drásticamente su eficacia.

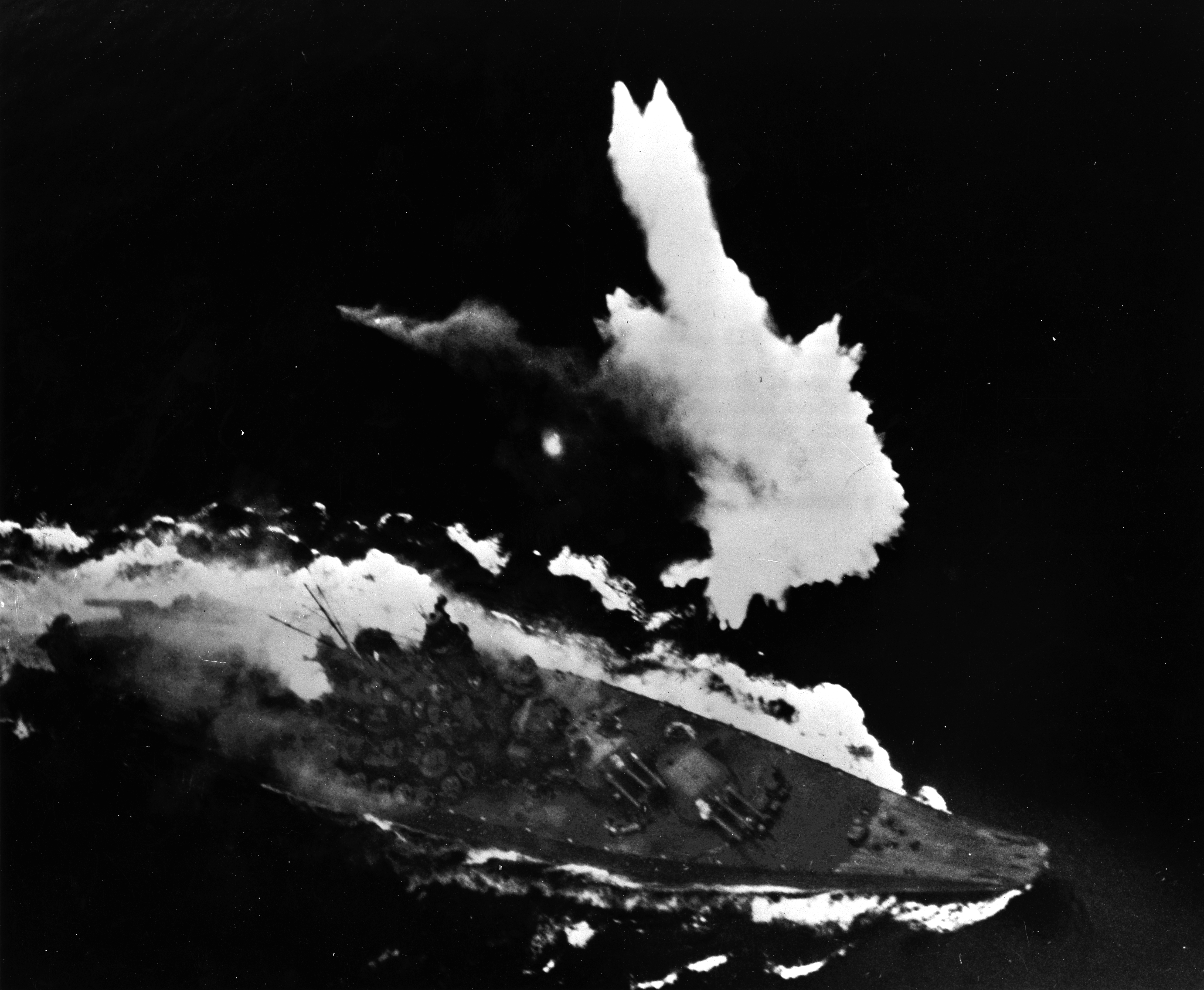
El acorazado Yamato bajo ataque el 7 de abril de 1945.

El segundo ataque dio comienzo justo antes de las 13:00. En una ofensiva coordinada, bombarderos en picado sobrevolaron la zona a gran altura para comenzar sus pasadas, mientras los torpederos se aproximaban por todas direcciones justo al nivel del mar. Abrumados por el número de objetivos, los cañones antiaéreos del acorazado eran menos eficaces y los japoneses intentaron medidas desesperadas para acabar con el ataque. Los cañones principales del Yamato fueron cargados con proyectiles Beehive, programados para estallar un segundo después de su lanzamiento —a unos 1000 m—, pero su efectividad fue escasa. Cuatro o cinco torpedos golpearon el acorazado, tres o cuatro a babor, y otro a estribor. Tres impactos, en la banda de babor, están confirmados: uno alcanzó una sala de calderas que ya había sido dañada antes, otro impactó en otra sala de calderas, y el tercero dio en el casco junto a una sala de máquinas previamente destruida, aumentando la inundación en esta zona y otras adyacentes. El cuarto torpedo, no confirmado, pudo golpear detrás del lugar del tercero, y Garzke y Dulin creen que explicaría la rápida inundación del sector. Este ataque dejó al Yamato en una posición peligrosa, escorando entre 15 y 18° a babor. La contra inundación de los compartimentos restantes de estribor la redujo hasta 10°, pero una corrección mayor habría requerido otras reparaciones o inundar las máquinas de estribor y la sala de calderas. Aunque el acorazado no corría peligro de hundirse en esos momentos, la escora impedía disparar a las baterías principales y redujo la velocidad a 18 nudos (33 km/h).
El tercer y más devastador ataque se desencadenó a las 13:40. Al menos cuatro bombas impactaron en la superestructura del Yamato y causaron numerosísimas bajas entre los artilleros de los cañones de 25 mm. Varios disparos errados impactaron en su cubierta exterior, comprometiendo parcialmente la defensa anti torpedos. Más importantes fueron cuatro nuevos impactos de torpedos, tres de los cuales dieron a babor, aumentando más la inundación de la sala de calderas y anegando otra sala de calderas contigua y la sala del timón. Con la sala del timón ya bajo el agua, el barco perdió toda maniobrabilidad y quedó atascado en un giro a estribor. El cuarto torpedo probablemente dio en la sala de máquinas de estribor, que, junto a las otras tres salas de máquinas de esa banda, estaba en proceso de contra inundación para reducir la escora a babor. La explosión del torpedo incrementó la cantidad de agua que penetraba, atrapando a muchos tripulantes antes de que pudieran escapar.

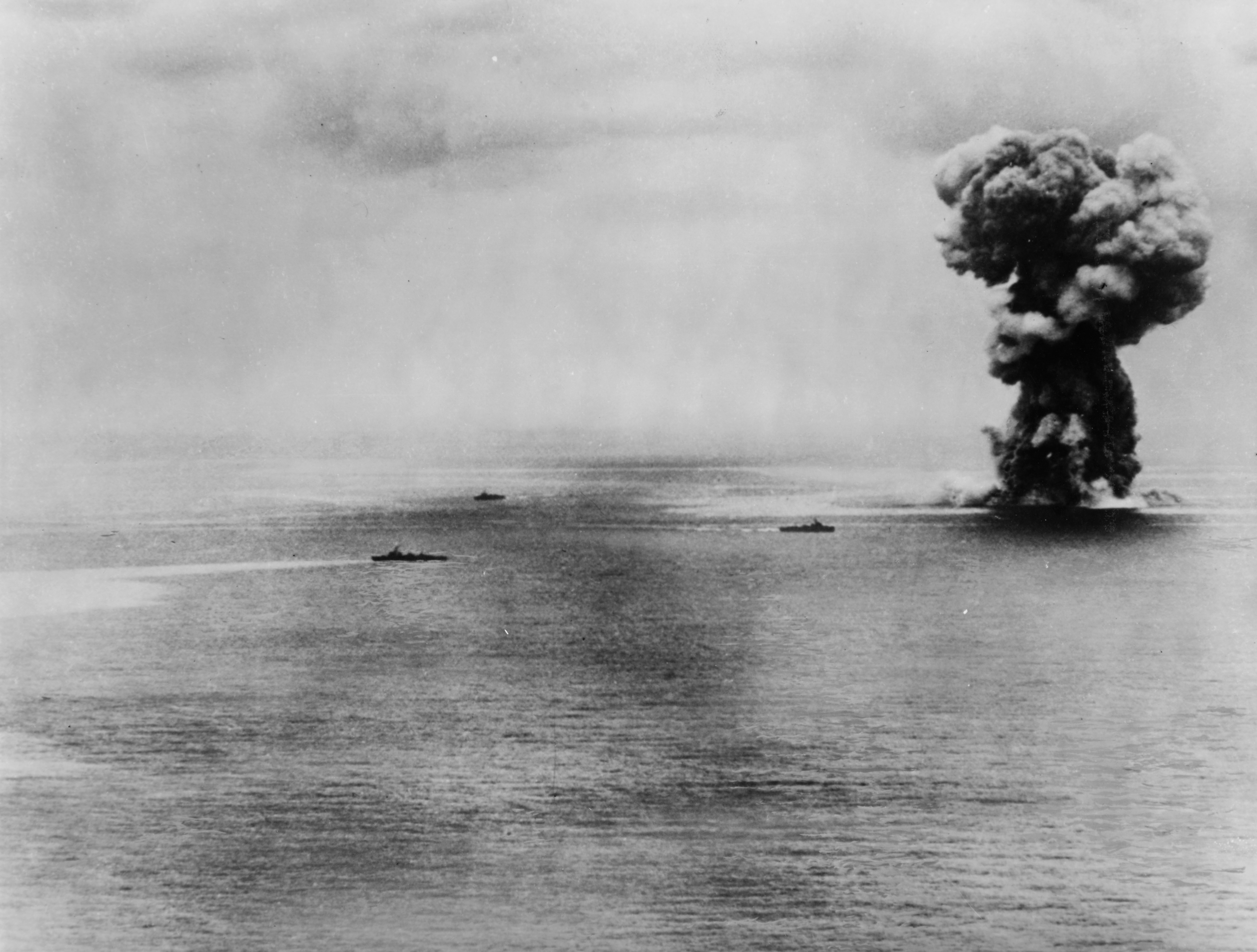
Explosión de los almacenes de munición del Yamato. La nube de hongo, de 6 km de altura, se pudo ver en Kyūshū, a 160 km de distancia.

A las 14:02 se dio la tardía orden de abandonar el barco. Para entonces la velocidad del Yamato era de solo 10 nudos (19 km/h) y su escora iba en constante aumento. Los incendios ardían sin control en varias secciones del navío y las alarmas de incendios comenzaron a sonar en el puente advirtiendo de las temperaturas críticas en los almacenes de municiones de las torretas delanteras. La práctica habitual habría sido inundar los almacenes para prevenir su explosión, pero las estaciones de bombeo que deberían haber realizado esta tarea habían sido inutilizadas por las inundaciones previas.
A las 14:05 el Yahagi se hundió, víctima de doce bombas y siete torpedos. Al mismo tiempo una última pasada de torpederos atacaron al Yamato por su lado de estribor. Su escora era tan grande que los torpedos impactaron en el fondo del casco. El acorazado continuaba rodando inexorablemente a babor, y hacia las 14:20 se extinguió la energía eléctrica y sus baterías de 25 mm comenzaron a caer al mar. Tres minutos después el Yamato volcó. Sus torretas principales de 460 mm se desprendieron de las barbetas, y el volteo del acorazado creó una fuerza de succión que atraía a los tripulantes que intentaban nadar lejos de él. Cuando el giro alcanzó aproximadamente los 120° uno de los dos almacenes de proa detonó en una tremenda explosión. La nube de hongo resultante, de 6 km de altura, se pudo ver en Kyūshū, a 160 km de distancia. El Yamato se hundió rápidamente llevándose consigo la vida de unos 2055 hombres de una tripulación de 2332, incluido el vicealmirante Seiichi Itō, comandante de la flota. Los pocos supervivientes fueron rescatados por los cuatro destructores restantes, que fueron respetados por los atacantes y pudieron regresar a Japón.
Desde el primer ataque a las 12:37 hasta su explosión a las 14:23, el Yamato había recibido el impacto de once torpedos y ocho bombas. Puede que le impactaran dos torpedos más, pero no están confirmados.

## Descubrimiento del pecio
A pesar de las a menudo confusas circunstancias y de la incompleta información referida a sus hundimientos, diversos pecios de buques capitales japoneses han sido descubiertos e identificados. Basándose en los registros estadounidenses de la guerra, una expedición al mar de la China Meridional en 1982 produjo algunos resultados, pero los restos que descubrió no fueron claramente identificados. Una segunda expedición volvió al lugar dos años después, y los registros de foto y vídeo del equipo fueron más tarde confirmados por uno de los diseñadores del acorazado, Shigeru Makino, como el lugar donde reposa el Yamato. El pecio se encuentra a 290 km al sureste de Kyūshū, a 340 m de profundidad y en dos partes principales: una sección de proa que comprende los dos tercios delanteros del buque y una sección separada de popa volteada sobre sí misma.

## Significación cultural
Desde su construcción, el Yamato y el Musashi tuvieron un peso significativo en la cultura japonesa. Los acorazados representaron el epítome de la ingeniería naval imperial de Japón, y por su tamaño, velocidad y poder, la encarnación visible de la determinación y disposición del Imperio del Japón en defender sus intereses contra los poderes occidentales en general y los Estados Unidos en particular. Shigeru Fukudome, jefe de la Sección de Operaciones del Estado Mayor de la Armada Imperial Japonesa, describió los barcos como «símbolos de poder naval que proporcionaron a los oficiales y marineros por igual un profundo sentido de confianza en su armada». El poderío simbólico del Yamato fue tal que algunos ciudadanos japoneses creían que su país nunca sería derrotado mientras el barco pudiera luchar.

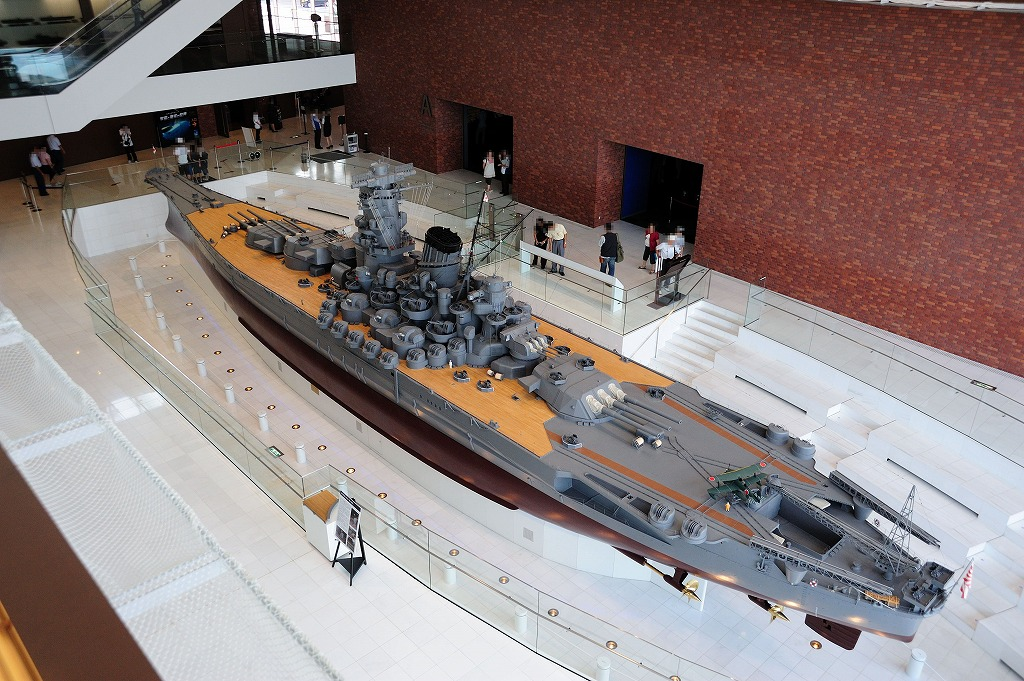
Maqueta escala 1:10 del Yamato en el Museo Yamato (Kure, Japón).

Décadas después de la guerra el Yamato fue inmortalizado de varias maneras por los japoneses. Históricamente, la palabra «Yamato» fue usada como un nombre poético para el Japón, por lo que el nombre se convirtió en una metáfora para el final del imperio japonés. En abril de 1968 se erigió un monumento en forma de torre en el cabo Inutabu, en la prefectura de Kagoshima, para recordar las vidas perdidas en la Operación Ten-Gō. En 2005, se abrió el Museo Yamato cerca del antiguo emplazamiento de los Astilleros Navales de Kure. A pesar de tener la intención de educar sobre la historia marítima de Japón en la primera parte de la era Shōwa, el museo presta especial atención al barco que le da nombre, pues el acorazado es el tema común en varias de sus exposiciones, entre las que se incluye una sección dedicada a las series animadas de Matsumoto. La pieza central del museo, que ocupa una gran sección de su primera planta, es una enorme réplica 1:10 de 26,3 m de largo del Yamato.
En octubre de 1974 Leiji Matsumoto creó una nueva serie de televisión, Space Battleship Yamato, sobre la reconstrucción del acorazado como una nave espacial y su misión interestelar para salvar a la Tierra. La serie fue un gran éxito y generó cinco películas y otras dos series. En ellas, los japoneses de la posguerra trataban de redefinir el propósito de sus vidas, y el Yamato devino en símbolo de heroísmo y su deseo de recuperar el sentido de masculinidad tras la derrota de su país en la guerra. Llevada a los Estados Unidos como Star Blazers, las series de dibujos se hicieron populares y crearon una base para la animación en el mercado del entretenimiento en Norteamérica. El tema de Space Battleship Yamato fue repetido en Silent Service, un manga y anime popular que explora cuestiones como las armas nucleares y las relaciones Japón-Estados Unidos. La tripulación de la trama principal, un supersubmarino de propulsión nuclear, se amotina y renombra su nave Yamato, en alusión al acorazado de la Segunda Guerra Mundial y los ideales que simbolizó. En 2012 se estrenó una serie de 26 episodios titulada Uchuu Senkan Yamato 2199, adaptación de la serie original de 1974.
En 2005 Toei estrenó la película Yamato, de 143 minutos de duración y basada en un libro de Jun Henmi, para conmemorar el 60.º aniversario del fin de la Segunda Guerra Mundial. Tamiya lanzó una edición especial de modelos a escala del acorazado en conjunción con el estreno de la película. Basada en un libro del mismo nombre, el filme es una historia sobre los marineros a bordo del condenado acorazado y los conceptos del honor y el deber. El largometraje fue exhibido en más de 290 salas de cine de Japón y fue un éxito comercial.